# کونین (لبنان)
کونین (به عربی: کونین) یک منطقهٔ مسکونی در لبنان است که در شهرستان بنت جبیل واقع شده‌است. کونین ۷۱۰ متر بالاتر از سطح دریا واقع شده‌است.